# 江啟明
江啟明（英語：Kong Kai Ming，1932年—），香港出生，原籍廣東省花縣，另名「江邊草」 （页面存档备份，存于），香港藝術家、畫家、美術教育家及報紙雜誌藝術評論人，2006年銅紫荊星章得主。

## 生平
從1954年開始畫下第一幅香港寫生素描，之後便開展美術教育工作，先後擔任多間美術會及大專院校之美術講師，常被冠以「老師」稱呼。其教授及繪畫事業生涯，至今已逾半個世紀。香港，是其出生及成長的地方，懷著一份濃厚的感情。他每每透過畫筆寫生，把這個地方的歷史變遷與生活文化記錄下來，幾乎把香港的每一角落都畫遍了。
為出版社編著美術書籍凡三十多本。作品曾往美國、日本、臺灣、馬來西亞及中國展出。參加及受邀之聯展共數十次。
畫稿獲前港督衛奕信爵士、前英國首相戴卓爾夫人，香港督憲府及英國首相府圖書館收藏。
1993年開始，江老師開始全情投入美術繪畫研究工作，近年更致力提倡推廣「藝術屬靈」 的理論，並有「靈畫」的藝術創作突破。
江氏先後出版了大量的繪畫著作，當中包括多個系列。其中《香港史畫》的出版，更得到了前英國首相戴卓爾夫人及前香港總督衛奕信爵士的高度評價與認同讚許。最近香港大學亞洲研究中心以「香港回憶」為題，將江氏對香港街景的寫生畫作上載到網上，讓世界更多人瀏覽，認識香港昔日的面貌。最新著作為《江啟明藝術空間》。

## 紀事[1]
1954年，畢業於香港美術專科學校。
1956年，首次在香港舉辦個展。
1957年，在香港教育司署註冊為美術專科教員。
1958年，獲中國全國青年美展獎。
1990年，水彩作品〈偷窺〉〈紫薇花〉等在臺北《中華民國畫廊博覽會》展出。
1992年，水彩作品〈觀鳥圖〉入選美國水彩畫協會（AWS）1992年紐約年展。
1994年，個展《長江三峽》香港會議展覽中心。
1995年，個展於臺北奕源莊畫廊。個展《香港今昔》香港會議展覽中心。水彩作品（美國BRYCE CANYON）（畫幅113.5×200公分）等在《臺北國際藝術博覽會》展出。

## 任聘[2]
- 九龍塘學校
- 香港美術專科學校
- 嶺海藝術專科學校
- 大一設計學校
- 皇家香港警察中西畫會
- 香港大專美術聯會
- 香港大學美術會
- 香港理工美術會
- 香港寫生畫會
- 香港中文大學校外進修部
- 香港浸會大學校外進修部
- 香港理工大學
- 香港懲教署
- 香港浸會大學林思齊東西學術交流研究所

## 出版
- 《生活速寫：江啓明速寫集》"Sketches of life"，江啟明(著)，1971，香港：新文。
- 《中國風光素描選》，江啓明(著)，1972，香港：香港南通圖書文具公司。
- 《版頭裝飾設計》，江啓明(編繪)，1972，香港：南通圖書公司。
- 《香港風光：江啓明畫集》"Scenery of Hong Kong"，江啟明(著)，1972，香港：香港新文書店。
- 萬葉：
  - 《世界名畫家素描集》"The world famous artists drawing"，江啓明(編)，1972，香港：萬葉出版社。
  - 《中國現代速寫選》"Selection of modern Chinese sketches"，江啟明(著)，1976，香港：萬葉出版社。
  - 《人體寫生》"The human body drawing"，江啟明著，19??，香港，萬葉。
- 《基本繪描》"Basic drawing" 王無邪...等(著)；江啟明...等(插圖)，1976，香港中文大學校外進修部。
- 中流：
  - 《人體解剖》，江啓明(編著)，1977，香港：中流出版社。
  - 《肖像畫》，江啓明(編著)，1977，香港：中流出版社。
  - 《動物畫》，江啓明(編著)，1977，香港：中流出版社。
  - 《靜物畫》，江啓明(編著)，1977，香港：中流出版社。
  - 《風景畫》，江啓明(編著)，1977，香港：中流出版社。
  - 《速寫》，江啓明(編著)，1977，香港：中流出版社。
  - 《鋼筆畫》，江啓明(編著)，1977，香港：中流出版社。
  - 《油畫》，江啓明(編著)，1977，香港：中流出版社。
  - 《水彩畫》，江啓明(著)，1977，香港：中流出版社。
  - 《素描》，江啓明(編著)，1979，香港：中流出版社。
  - 《素描》，江啓明(編著)，1984，香港：中流出版社。
  - 《怎樣去寫生》，江啓明(編著)，1984，香港：中流出版社。
  - 《設計，裝飾，插圖》，江啟明(編繪)，1988，香港：中流。
- 《江啓明(香港)寫生畫集》"A Hongkong sketch book"，江啟明(著)，1981，香港：南華早報。
- 《素描》，江啓明(編著)，1983，香港：香港中文大學校外進修部。
- 《水彩》，江啓明(編著)，1985，香港：香港中文大學校外進修部。
- 浸會 (+ 睿智)：
  - 《香港史畫：江啓明香港寫生畫集》"Paintings of Hong Kong historic landmarks：a collection of paintings"，江啓明(著)；廖梅姬(英譯)，1984，香港：香港浸會學院校外進修部。
  - 《香港史畫：江啓明香港寫生畫集》"Paintings of Hong Kong historic landmarks：a collection of paintings"，江啓明(著)；廖梅姬(英譯)，1989，香港：浸會校外進修學院。
  - 《香江史趣：江啟明香港寫生畫集》，江啟明(著)，1990，香港：睿智顧問管理。
  - 《香港史畫：江啓明香港寫生畫集》"Paintings of Hong Kong historic landmarks：a collection of paintings"，江啟明(著)；廖梅姬(英譯)，1991，香港：浸會校外進修學院。
  - 《香港今昔：香港史畫續篇》"Landmarks of Hong Kong：further artistic impressions"，江啟明(著)，1991，香港：香港浸會大學持續進修學院。
  - 《香港今昔：江啓明香港寫生畫集 (香港史畫續篇)》"Landmarks of Hong Kong：further artistic impressions"，江啟明(著)，1994，香港：香港浸會大學持續進修學院。
  - 《香港明天會更美畫集》"Tomorrow will be even better：an album of paintings on Hong Kong"，江啟明(著)，1997，香港：香港浸會大學林思齊東西學術交流硏究所。
  - 《靈話靈畫》，江啟明(著)，2000，香港：香港浸會大學林思齊東西學術交流研究所。
  - 《錦繡中華：江啓明水彩畫系列》(第2輯)，江啟明(著)，2001，香港：香港浸會大學林思齊東西學術交流硏究所。
- 《藝海繽紛錄：我的藝術記抄》，江啟明(著)，1988，香港：山邊社。
- 《江啟明繪畫選輯》"Selection of Kong Kai-ming's paintings"，江啟明(著)，1992?，香港：(出版者不詳)。
- 《江啓明歐遊素描》"Drawings of Kong Kai Ming on scenes of Europe"，江啟明(著)，1993，香港：商務印書館(香港)有限公司。
- 《媽媽一百歲：江啓明畫集》，江啟明(著)，1994，香港：江啓明。
- 《淨土精華錄》，釋玄妙、江啟明(編著)，民國84 [1995]，高雄市：高雄淨宗學會。
- 奕源莊：
  - 《江啓明寶島之旅作品集》"Collections of Kong Kai-Ming's Paintings during his travels in Taiwan"，江啟明(著)，1996，台北市：奕源莊畫廊 (Expol-Sources Gallery Ltd.)。
  - 《臺灣之美：江啓明畫集》"The beauty of Taiwan：a collection of paintings"，江啟明(著)，1998，台北：奕源莊畫軒有限公司。
  - 《錦繡中華》"Splendid China：watercolor paintings"，彭雪娥(主編)，2000，台北：奕源莊畫軒。
- 《文與學》，江啟明(著)，2004，香港：香港浸會大學翻譯學研究中心。
- 《明刀明窗：江啟明的藝術人生旅途》，江啟明(著)，2004，香港：傳達出版有限公司。
- 《江啟明畫集：明刀明窗別冊》，江啟明(著)，2005，香港：傳達出版有限公司。
- 《藝術與地球：石頭大師江啟明史無前例之作》"Stone Master - KONG KAI MING The Unprecedented One"，江啟明(著)，2008，香港，精另亞洲有限公司。
- 經濟日報：
  - 《大象風雷》，江啟明(著)，2010，香港，經濟日報出版社。
  - 《香港心靈》，江啟明(著)，2011，香港，經濟日報出版社。
  - 《香港．舊事重提》，江啟明(著)，2012，香港，經濟日報出版社。
  - 《江啟明藝術空間》，江啟明(著)，2013，香港，經濟日報出版社。